# Championnat d'Italie de football de deuxième division 2007-2008
Le championnat d'Italie Série B 2007-2008  a commencé le 25 août 2007 et s'est terminé le 1er juin 2008.
Au terme de la saison, c'est le Chievo Vérone qui a été sacré champion de Série B avec un total de 85 points.

## Les 22 clubs participants
| - UC Albinoleffe - Ascoli Calcio 1898 - US Avellino - AS Bari - Bologne FC |  | - Brescia - AC Cesena - Chievo Vérone - Frosinone Calcio - US Grosseto FC |  | - US Lecce - AC Mantova - FC Messine - Modène FC - Piacenza |  | - Pise Calcio - Ravenne Calcio - Rimini - Spezia 1906 Calcio - Trévise FC |  | - US Triestina - Vicence |

## Barrages
Les barrages pour la montée en Série A se jouent entre Lecce, Albinoleffe, Brescia et Pise.
Les résultats sont les suivants :
- Demi-finales :
  - Pise - Lecce : 0-1, puis 1-2
  - Brescia - Albinoleffe : 1-0, puis 1-2

- Finale :  Albinoleffe, Lecce : 0-1, puis 1-1

C'est dont l'US Lecce qui monte en Série A au terme des barrages.

## Meilleurs buteurs
| #  |           | Joueur                | Club               | Buts |
| -- | --------- | --------------------- | ------------------ | ---- |
| 1  | Italie    | Denis Godeas          | Mantova Calcio     | 28   |
| 2  | Uruguayen | Pablo Granoche        | US Triestina       | 24   |
| 3  | Italie    | Marco Cellini         | UC Albinoleffe     | 23   |
| -  | Italie    | Massimo Marazzina     | Bologne FC 1909    | 23   |
| 5  | Italie    | Sergio Pellissier     | Chievo Vérone      | 22   |
| 6  | Argentine | José Ignacio Castillo | Pise Calcio        | 21   |
| 7  | Italie    | Francesco Lodi        | Frosinone Calcio   | 20   |
| 8  | Italie    | Salvatore Bruno       | Modène FC          | 18   |
| -  | Italie    | Alessandro Pellicori  | US Avellino        | 18   |
| -  | Italie    | Andrea Soncin         | Ascoli Calcio 1898 | 18   |
| 11 | Italie    | Simone Tiribocchi     | US Lecce           | 17   |
| 12 | Italie    | Marco Bernacci        | Ascoli Calcio 1898 | 16   |
| -  | Italie    | Davide Possanzini     | Brescia Calcio     | 16   |
| -  | Italie    | Davide Succi          | Ravenne Calcio     | 16   |
| 15 | Italie    | Davide Moscardelli    | AC Cesena          | 15   |